# Somerset (thị trấn), Wisconsin
Somerset là một thị trấn thuộc quận St. Croix, tiểu bang Wisconsin, Hoa Kỳ. Năm 2010, dân số của thị trấn này là 3.905 người.